# Gente en sitios
Gente en sitios és una pel·lícula espanyola de comèdia (en format de successió de gags), estrenada al setembre de 2013 i dirigida per Juan Cavestany.

## Sinopsi
Es tracta d'una comèdia sobre gent que no sap viure ni fer les coses, però no deixa d'intentar-ho, fixant-se en els altres i/o fent-ho fatal. És una pel·lícula que aquesta sempre començant i alhora sempre culminant, però mai resolent-se més que en l'arrencada del següent. Una pel·lícula en la qual tot és gairebé impossible de conèixer del tot i al mateix temps, completament clar i evident en si mateix. És una comèdia política i social, d'éssers humans a llocs fent coses.

## Repartiment
- Raquel Guerrero
- Jorge Cabrera
- David Luque
- Diego Martín
- Eulalia Ramón
- Adriana Ugarte
- Alberto San Juan
- Alicia Rubio
- Ana Hernández
- Ana Rujas
- Ángela Boix
- Antonio de la Torre
- Carlos Areces
- Carmen Luna
- Clara Sanchis
- Coque Malla
- David Pareja
- Dídac Alcaraz
- Eduard Fernández
- Eduardo Velasco
- Elisabet Gelabert
- Enric Benavent
- Ernesto Alterio
- Ernesto Sevilla
- Esperanza Candela
- Eva Llorach
- Felicidad Rodríguez
- Fernando de Luxan
- Francesc Garrido
- Gabriel Salas
- Guadalupe Lancho
- Gustavo Salmerón
- Inma Isla
- Irene Escolar
- Irene García
- Isabel de Antonio
- Israel Elejalde
- Jacinto Salgado
- Javier Botet
- Javivi
- Javier Gutiérrez
- Jero García
- Jorge Bosch
- José Ángel Egido
- Josean Bengoetxea
- Juan Carlos Monedero
- Juan José Del Rey
- Juan Antonio Quintana
- Julián Génisson
- Julián Villagrán
- Lorena Iglesias
- Luis Bermejo
- Luis Callejo
- Luis García Morato
- Lupe Cartie Roda
- Manu Hernández
- María de Casas
- Maribel Verdú
- Martiño Rivas
- Miguel Esteban
- Miquel Insua
- Nacho Marraco
- Nacho Villalba
- Natalia Díaz
- Nuria Gallardo
- Pablo Cavestany
- Pilar López
- Pilar Matas
- Raúl Arévalo
- Raúl Cavero
- Raúl Jiménez
- Roberto Álamo
- Rodrigo Poisón
- Rossio Lozada
- Sandra Almendros
- Santiago Segura
- Sergio Ribeiro
- Silvia Marsó
- Tino Martínez
- Tomás Pozzi
- Toni Martínez
- Tristán Ulloa
- Tusti de las Heras
- Virginia Nölting

## Guardons
La cinta ha obtingut diverses distincions, candidatures i premis cinematogràfics, entre els quals destaquen els següents:
- Premi Especial del Jurat en el Festival de Cinema Fantàstic de Sitges 2013 (Secció Noves Visions).[4]
- Nominació a Medalla del Cercle d'Escriptors Cinematogràfics 2013 al millor guió original.[5]
- Quatre candidatures als Premis Goya 2014: Millor pel·lícula, Millor direcció, Millor guió original i Millor muntatge.[6]
- Millor tràiler dels Premis Feroz 2014 (ex-aequo amb Los amantes pasajeros).[7]
- Premi Sant Jordi de Cinematografia (2014) a la millor pel·lícula.[8]

- Nominació als Premis Asecan 2015 a la millor pel·lícula espanyola.[9]